# Colonosaurus
Colonosaurus là một chi khủng long, được Marsh mô tả khoa học năm 1872.